# VfB Oldemburgo
El VfB Oldenburg es un equipo de fútbol de Alemania que juega en la Regionalliga Nord, la cuarta liga de fútbol más importante del país.

## Historia
Fue fundado el 17 de octubre de 1897 en la ciudad de Oldemburgo por un grupo de estudiantes de secundaria. En 1919 se fusionaron con el FV Germania 1903 Oldenburg y crearon al equipo actual y antes del final de la Segunda Guerra Mundial jugaron en la Gauliga Weser-Ems (I).
Fue uno de los equipo que lideró la creación de la Bundesliga en 1963 como su nueva liga profesional de fútbol, aunque no calificaron para jugar en ella y su mejor posición fue en la 2. Bundesliga], en la que jugaron en la temporada 1991/92, pero tuvieron que descender por problemas financieros que los llevaron a la disolución de manera temporal en 1999/2000, regresando más tarde en los niveles bajos del fútbol alemán.

## Estadio
Juegan de local en el Stadion am Marschweg, construido en 1951, y con una capacidad para 15,200 espectadores.

## Jugadores

### Jugadores destacados
- Jan Urban
- Hans-Jörg Butt
- Tobias Duffner
- Radek Drulák
- Frank Ordenewitz
- Wolfgang Sidka
- Mirko Votava

## Palmarés
- Oberliga Niedersachsen-West: 4

1952, 1957, 1959, 2009
- Oberliga Niedersachsen: 1

1972
- Oberliga Nord: 3

1975, 1980, 1990
- Regionalliga Nord: 1

1996
- Oberliga Nord, Staffel Niedersachsen/Bremen: 1

2002